# Opus apus
Opus apus från 1996 är ett musikalbum med trion Anders Jormin, Mats Gustafsson och Christian Jormin.

## Låtlista
Musiken är skriven av Anders Jormin/Mats Gustafsson/Christian Jormin om inget annat anges.
1. What Reason Could I Give? (Ornette Coleman) – 5:15
2. Crex crex – 8:05
3. Apus apus – 4:44
4. Grus grus – 6:15
5. Korpo II (Mats Gustafsson) – 14:02
6. Lagopus lagopus – 3:46
7. Buteo buteo – 2:19
8. Alle alle (Anders Jormin) – 4:50
9. Cygnus cygnus – 3:36
10. Oriolus oriolus (Christian Jormin) – 3:14

## Medverkande
- Anders Jormin – bas, cello
- Mats Gustafsson – tenor- och sopransax, flöjt
- Christian Jormin – trummor, slagverk